# 인도주의적 개입
인도주의적 개입(Humanitarian intervention)은 어떤 국가에 의한 그 나라 국민에 대한 부당한 대우가 너무나 잔혹하고 대규모적이라서 국제공동체의 양심을 경악하게 하는 정도에 이르는 경우, 그러한 행위를 중지시키기 위한 목적으로 다른 한 국가나 여러 국가들이 연합하여 합법적으로 무력을 행사하는 것을 말한다. 인도주의적 간섭, 인도적 간섭이라고도 한다. 인도주의적 개입은 과거에 상당히 오용되어 왔고, 강대국이 약소국가를 침입하거나 점령하는 구실로 이용되어 왔다.

## 개입 사례
- 1824년 그리스 독립 전쟁
- 1860년 프랑스의 시리아 원정
- 1877년 러시아-튀르크 전쟁
- 1898년 미국-스페인 전쟁
- 1915년 미국의 아이티 점령
- 1964년 유엔 콩고 작전
- 1965년 유엔 도미니카 공화국 개입
- 1971년 인도 동파키스탄 개입
- 1978년 베트남-캄보디아 전쟁
- 1979년 우간다-탄자니아 전쟁
- 1991년 안락 제공 작전 (미국의 이라크 개입)
- 1992년 통합임무부대 (소말리아)
- 1994년 민주주의 유지 작전 (미국의 아이티 개입)
- 1994년 UNAMIR (르완다)
- 1999년 UNTAET (동티모르)
- 1999년 NATO의 유고슬라비아 공습
- 2000년 영국의 시에라리온 내전 군사개입
- 2011년 리비아 비행금지구역

위의 사례들은 학술적으로 인도주의적 개입의 사례로서 인정되고 있다.

## 같이 보기
- 국제인권법
- 국내문제불간섭원칙
- 인도주의 전쟁
- 보호책임